# Сјеверни пол
Сјеверни пол представља најсјевернију тачку Земље, и може бити географски, магнетни, геомагнетни Сјеверни пол, као и Сјеверни пол неприступачности. Иако се сматра да постоји јединствени сјеверни пол и да је он на глобусу представљен као тачка кроз коју пролази оса Земљине ротације, у природи постоји више сјеверних полова.
Сјеверни пол је најсјевернија тачка на Земљи, која лежи дијаметрално супротно од Јужног пола. Он је дефинисан геодетском латитудом 90° сјеверно. На Сјеверном полу све смернице показују на југ; све линије лонгитуда тамо конвергирају, тако да се његова лонгитуда може дефинисати као било који степен. Унутар уских латитудних кругова, смер супротан смеру казаљке на сату је исток, а наспрам њега је запад. Сјеверни пол је у средишту сјеверне хемисфере.
Док Јужни пол лежи на континенталној земљишној маси, Сјеверни пол се налази на средини Арктичког океана у водама које су скоро перманентно прекривене константно померајућим морским ледом. Из тог разлога је непрактично да се изграде сталне станице на Сјеверном полу (за разлику од Јужног пола). Међутим, Совјетски Савез, а касније и Русија, конструисали су бројне пловеће станице на леду генерално на годишњој бази од 1937. године, од којих су неке прошле преко или су врло близу пола. Од 2002. године, Руси су такође годишње оснивали базу, Барнео, близу пола. Она функционише неколико седмица током раног пролећа. Студије из 2000-их су предвиделе да Сјеверни пол може сезонски остати без леда због смањења количине Арктичког леда. Предвиђено је да до тога може први пут доћи у периоду од 2016. године до касног 21. века или касније.
Дубина мора на Сјеверном полу је 4261 m по подацима са руског дубинског пловила МИР из 2007. и 4.087 m (13,410 ft) по подацима  из 1958. Најближе копно је острво Кафеклубен, у близини сјеверне обале Гренланда које је удаљено око 700 km од пола, мада неки нестални шљунковити наноси леже нешто ближе. Најближе стално насељено место је Алерт у Кикикталук региону, Нунавут, Канада, које је лоцирано 817 km од пола.

## Географски положај
Тренутно, четири различита Сјеверна пола налазе се у Сјеверном леденом океану, односно на његовим острвима. Са промјеном Земљиног магнетног поља, мијења се и положај магнетног, односно геомагнетног Сјеверног пола, што се током њене прошлости више пута догађало.

## Четири Сјеверна пола

### Географски Сјеверни пол
Географски Сјеверни пол (1) је најсјевернија тачка Земље и као пол се утврђује ротацијом Земље. Он лежи на Земљиној оси и налази се на 90° сјеверне географске ширине. На том месту нема копна, него само леда и вода, а испод њега је Сјеверни ледени океан, дубок око 4.087 m.

### Магнетни Сјеверни пол
Магнетни Сјеверни пол (2) је тачка на којој су силе магнетног поља (вектори) усправне у односу на површину Земље и показују према компасу. Године 2003. он се налазио на следећим координатама — 78° N, 104° W, односно у близини острва Елеф-Рингнес, једног од острва из архипелага краљице Елизабете у Канади. У наше вријеме магнетни Сјеверни пол се помиче (не помиче се увијек једнако) око 40 km према сјеверу, тако да је 2005. изашао изван подручја Канаде.

### Геомагнетни Сјеверни пол
Геомагнетни Сјеверни пол (3) сјеверне хемисфере је израчунати пол нестабилног Земљиног магнетног поља, под претпоставком да се у средини Земље налази магнетни штап. Он се сада налази на следећим координатама — 78°30' N, 69° W, односно код Туле на Гренланду.

### Сјеверни пол неприступачности
Сјеверни пол неприступачности (4) по дефиницији је стална тачка Арктика која је најдаља од свих обалних линија. Налази се на следећим координатама — 84°03' N и 174°51' W и „освојена“ је тек у мају 1927. На Сјеверном полу неприступачности нема копна, већ је то подручје прекривено ледом, испод којег се налази вода Сјеверног леденог океана који је на том мјесту дубок око 3.000 m.

## Вријеме на Сјеверном полу
У односу на вријеме (у смислу протока времена, а не климатски) на Арктику, за разлику од Антарктика, не важе никаква посебна правила. Због тога је на географском Сјеверном полу могуће, ходајући у круг око њега, у кратком времену прећи све временске зоне.

## Сјеверни полови на компасу и у Земљином магнетском пољу
Игла на компасу је магнет, подељен на два дијела — сјеверну и јужну половину. Половина која показује према сјеверу увијек се означава као сјеверни пол магнета и њу привлачи магнетско поље на сјеверу. Физички гледано, само се супротни полови привлаче, а истоимени се одбијају. Сјеверни пол привлачи само јужни, и обрнуто. Магнет у унутрашњости Земље, који ствара Земљино магнетско поље, својим јужним полом показује увијек на сјевер, а сјеверним на југ.

## Истраживање
На географски Сјеверни пол први је 6. априла 1909. стигао амерички истраживач Роберт Едвин Пири.

## Клима
Северни пол је знатно топлији од Јужног пола зато што лежи усред океана (који делује као топлотни резервоар), уместо на вишим алтитудама континенталне копнене масе. Иако је водена маса покривена леденом капом, он има одређене заједничке карактеристике са климом тундре (ЕТф) услед температуре у јулу и августу, које могу да надмаше тачку смрзавања.
Зимске температуре Северног пола могу да варирају од око −50 — −13 °C (−58—9 °F), са просеком од око −31 °C (−24 °F).A Међутим, чудна олуја довела је привремено до температуре 0,7 °C (33 °F) код плутаче Светске метеоролошке организације лоциране на 87.45°N, 30. децембра 2015. Процењено је да је температура на Северном полу била између 30 and 35 °F (−1 and 2 °C) током олује. Просек летњих температура (јун, јул и август) је око тачке смрзавања (0 °C (32 °F)). Највиша температура која је до сада забележена је 13 °C (55 °F), што је знатно више од рекорда Јужног пола од само −12,3 °C (9,9 °F). Сличан нагли пораст температуре се догодио 15. новембра 2016, и трајао је неколико дана.
Морски лед на Северном полу је типично око 2—3 m (6 ft 7 in—9 ft 10 in) дебео, мада дебљина леда, његов просторни опсег, и фракција отворене воде унутар наслаге леда могу знатно да варирају у респонсу на време и климу. Студије су показале да се просечна дебљина леда смањила задњих година. Могуће је да је глобално загревање допринело томе, али се недавно нагло смањење дебљине леда не може искључиво приписати загревању Арктика. Извештаји су исто тако предвидели да ће у току неколико декада Арктички океан бити у потпуности без леда током лета. То може да има знатне комерцијалне импликације; погледајте у наставку "Територијална потраживања".
Повлачење Арктичког морског леда ће убрзати глобално загревање, с обзиром на то мањи ледени покривач мање рефлектује соларну радијацију, и то може да има озбиљне климатске импликације у виду доприноса стварању Арктичких циклона.
| Клима Гренландска метеоролошка станицаA (просек једанаест година опсервација) | Клима Гренландска метеоролошка станицаA (просек једанаест година опсервација) | Клима Гренландска метеоролошка станицаA (просек једанаест година опсервација) | Клима Гренландска метеоролошка станицаA (просек једанаест година опсервација) | Клима Гренландска метеоролошка станицаA (просек једанаест година опсервација) | Клима Гренландска метеоролошка станицаA (просек једанаест година опсервација) | Клима Гренландска метеоролошка станицаA (просек једанаест година опсервација) | Клима Гренландска метеоролошка станицаA (просек једанаест година опсервација) | Клима Гренландска метеоролошка станицаA (просек једанаест година опсервација) | Клима Гренландска метеоролошка станицаA (просек једанаест година опсервација) | Клима Гренландска метеоролошка станицаA (просек једанаест година опсервација) | Клима Гренландска метеоролошка станицаA (просек једанаест година опсервација) | Клима Гренландска метеоролошка станицаA (просек једанаест година опсервација) | Клима Гренландска метеоролошка станицаA (просек једанаест година опсервација) |
| Показатељ \ Месец                                                             | .Јан.                                                                         | .Феб.                                                                         | .Мар.                                                                         | .Апр.                                                                         | .Мај.                                                                         | .Јун.                                                                         | .Јул.                                                                         | .Авг.                                                                         | .Сеп.                                                                         | .Окт.                                                                         | .Нов.                                                                         | .Дец.                                                                         | .Год.                                                                         |
| ----------------------------------------------------------------------------- | ----------------------------------------------------------------------------- | ----------------------------------------------------------------------------- | ----------------------------------------------------------------------------- | ----------------------------------------------------------------------------- | ----------------------------------------------------------------------------- | ----------------------------------------------------------------------------- | ----------------------------------------------------------------------------- | ----------------------------------------------------------------------------- | ----------------------------------------------------------------------------- | ----------------------------------------------------------------------------- | ----------------------------------------------------------------------------- | ----------------------------------------------------------------------------- | ----------------------------------------------------------------------------- |
| Апсолутни максимум, °C (°F)                                                   | −13 (9)                                                                       | −14 (7)                                                                       | −11 (12)                                                                      | −6 (21)                                                                       | 3 (37)                                                                        | 10 (50)                                                                       | 13 (55)                                                                       | 12 (54)                                                                       | 7 (45)                                                                        | −2 (28)                                                                       | 0,6 (33,1)                                                                    | 0,7 (33,3)                                                                    | 13 (55)                                                                       |
| Максимум, °C (°F)                                                             | −29 (−20)                                                                     | −31 (−24)                                                                     | −30 (−22)                                                                     | −22 (−8)                                                                      | −9 (16)                                                                       | 0 (32)                                                                        | 2 (36)                                                                        | 1 (34)                                                                        | −7 (19)                                                                       | −18 (0)                                                                       | −25 (−13)                                                                     | −26 (−15)                                                                     | −16,2 (2,9)                                                                   |
| Просек, °C (°F)                                                               | −31 (−24)                                                                     | −32 (−26)                                                                     | −31 (−24)                                                                     | −23 (−9)                                                                      | −11 (12)                                                                      | −1 (30)                                                                       | 1 (34)                                                                        | 0 (32)                                                                        | −9 (16)                                                                       | −20 (−4)                                                                      | −27 (−17)                                                                     | −28 (−18)                                                                     | −17,7 (0,2)                                                                   |
| Минимум, °C (°F)                                                              | −33 (−27)                                                                     | −35 (−31)                                                                     | −34 (−29)                                                                     | −26 (−15)                                                                     | −12 (10)                                                                      | −2 (28)                                                                       | 0 (32)                                                                        | −1 (30)                                                                       | −11 (12)                                                                      | −22 (−8)                                                                      | −30 (−22)                                                                     | −31 (−24)                                                                     | −19,7 (−3,7)                                                                  |
| Апсолутни минимум, °C (°F)                                                    | −47 (−53)                                                                     | −50 (−58)                                                                     | −50 (−58)                                                                     | −41 (−42)                                                                     | −24 (−11)                                                                     | −12 (10)                                                                      | −2 (28)                                                                       | −12 (10)                                                                      | −31 (−24)                                                                     | −41 (−42)                                                                     | −41 (−42)                                                                     | −47 (−53)                                                                     | −50 (−58)                                                                     |
| Релативна влажност, %                                                         | 83,5                                                                          | 83,0                                                                          | 83,0                                                                          | 85,0                                                                          | 87,5                                                                          | 90,0                                                                          | 90,0                                                                          | 89,5                                                                          | 88,0                                                                          | 84,5                                                                          | 83,0                                                                          | 83,0                                                                          | 85,83                                                                         |
| Извор:                                                                        |                                                                               |                                                                               |                                                                               |                                                                               |                                                                               |                                                                               |                                                                               |                                                                               |                                                                               |                                                                               |                                                                               |                                                                               |                                                                               |

## Флора и фауна
Сматра се да поларни медведи ретко путују изван 82° северно услед оскудице хране, мада су трагови уочени у близини Северног пола, и једна експедиција из 2006. је запазила поларног медведа само 1 mi (1,6 km) од пола. Прстенаста фока је исто тако виђена на полу, док су поларне лисице уочене на мање од 60 km на 89°40′ N.
Птице које су виђене на или веома близо пола обухватају снежну жутовољку, северног галеба и тропрстог галеба, мада је могуће да су нека запажања последица тенденције птица да прате бродове и експедиције.
Рибе су уочене у водама на Северном полу, али су вероватно малобројне. Члан руског тима који је сишао на дно Северног пола у августу 2007. године изјавио је да тамо не живе морска створења. Међутим, касније је објављено да је руски тим захватио морску сасу у муљу са морског дна и да су видео снимци роњења показали неидентификоване шкампе и амфиподе.

## Територијални захтеви на Северном полу и Арктичком региону
Тренутно, према међународном праву, ниједна земља не поседује Северни пол или регион Арктичког океана који га окружује. Пет окружујућих арктичких земаља, Руска Федерација, Канада, Норвешка, Данска (преко Гренланда) и Сједињене Држава, ограничене су на 200 nmi (370 km; 230 mi) ексклузивну економску зону око њихових обала, а облашћу изван тога управља Међународни орган за морско дно.
Након ратификације Конвенција Уједињених нација о праву мора, земља има 10 година да поднесе захтев за проширени континентални део изван своје ексклузивне 200 mi (320 km) широке економске зоне. Ако је потврђено, такав захтев даје право земљи подносиоцу на оно што може бити на или испод дна мора у оквиру тражене зоне. Норвешка (ратификовала конвенцију 1996.), Русија (ратификовала 1997.), Канада (ратификовала 2003.) и Данска (ратификовала 2004.) су покренуте пројекте на бази захтева да одређене области арктичке континенталне плоче требају да буду подвргнуте њиховој самосталној сувереној експлоатацији.
Године 1907 Канада се позвала на „секторски принцип“ у захтеву за суверенитет над сектором који се протеже од њених обала до северног пола. Од овог захтева се није одустало, али се на њему није доследно инсистирало до 2013. године.

## Културне асоцијације
У неким дечијим Западним културама, географски Северни пол је описан као локација Деда Мразове радионице и боравишта, иако су прикази били неусаглашени између географског и магнетског Северног пола. Канадска пошта је доделила поштански код H0H 0H0 за Северни пол (позивајући се на традиционално узвикивање Деда Мраза "Хо хо хо!").
Ова асоцијација одражава вековну езотеричну митологију Хипербореја која поставља Северни пол, оносветску осовину света у другом светлу, као пребивалиште Бога и натчовечних бића. Популарна фигура Деда Мраза који обитава на полу тако функционише као архетип духовне чистоте и трансценденције.
Како је Хенри Корбин документова, Северни пол игра кључну улогу у културном погледу на свет суфизма и иранског мистицизма. „Оријент који је тражио мистичар, Оријент који се не може наћи на нашим мапама, је у правцу севера, изван севера.“
Захваљујући својој удаљености, пол је понекад поистовећује са мистериозном планином древне иранске традиције под називом планина Каф (Jabal Qaf), „најдаље тачке на земљи“. Према неким ауторима, Јабал Каф из муслиманске космологије је верзија Рупес Нигра, планине чији успон, попут Дантеовог пењања на планину Чистилишта, представља напредак ходочасника кроз духовна стања. У иранској теозофији, божански пол, фокална тачка спиритуалног успећа, делује као магнет који привлачи бића ка својим „палатама у пламену нематеријалне материје“.